# 빅토리 파이브
빅토리 파이브(Victory Five)는 중화인민공화국의 리그 오브 레전드 프로게임단이다.

## 연혁
- 2018년 11월 30일 : Victory Five 창단

## 소속 선수
- 감독 : 정노철
- 코치 : 윤경섭

| 이름       | 소환사명 | 포지션  | 비고 |
| ---------- | -------- | ------- | ---- |
| 이재원     | Rich     | 탑      |      |
| 훙하오쉬안 | Karsa    | 정글    |      |
| 리샤오룽   | XLB      | 정글    |      |
| 송의진     | Rookie   | 미드    |      |
| 잉치선     | Photic   | AD 캐리 |      |
| 궈펑       | ppgod    | 서포터  |      |

## 주요 성적
- 2020 리그 오브 레전드 프로리그 서머 5위
- 데마시아 컵 2020 8강
- 2021 리그 오브 레전드 프로리그 스프링 12위
- 2021 리그 오브 레전드 프로리그 서머 17위
- 네스트 2021 조별 리그 2위
- 데마시아 컵 2021 12강
- 2022 리그 오브 레전드 프로리그 스프링 3위
- 2022 리그 오브 레전드 프로리그 서머 5위

## 같이 보기
- 리그 오브 레전드 프로리그(LPL)